# پسران بومی غرب طلایی
پسران بومی غرب طلایی (انگلیسی: Native Sons of the Golden West) یک سازمان  خدمات برادرانه است که در سال ۱۸۷۵ تأسیس شد. این سازمان اختصاص داده شده به حفاظت از تاریخ، مستندسازی از بناها و اماکن تاریخی در ایالت کالیفرنیا، قرار دادن پلاک‌های تاریخی و سایر کارهای خیرخواهانه در این ایالت. در سال ۱۸۹۰ آنها اولین نشانگر تاریخی را در ایالت بزرگداشت کشف طلا قرار دادند که باعث ایجاد نام مستعار "دولت طلایی" و "غرب طلایی" شد. رئیس‌جمهور سابق ایالات متحده ریچارد ام. نیکسون و رئیس سابق دادگستری ایالات متحده ارل وارن هر دو در گذشته رئیس این سازمان بودند.